# Phòng trà ca nhạc
Phòng trà ca nhạc là một hình thức biểu diễn và thưởng thức âm nhạc, các khán giả tới phòng trà để nghe ca sĩ hát. Phòng trà ca nhạc xuất hiện đầu tiên ở Hà Nội sau khi tân nhạc xuất hiện. Nó thay thế cho các quán cô đầu, nơi thưởng thức hát ả đào trước đó. Tại các nước phương Tây cũng có những hình thức tương tự phòng trà ca nhạc như cabaret, café-concert.

## Tiền chiến
Phòng trà ca nhạc đầu tiên là Quán Nghệ sĩ, mở ở đường Bờ Hồ, Hà Nội năm 1946. Đây là nơi gặp gỡ của nhiều nhạc sĩ khi đó như Nguyễn Xuân Khoát, Dương Thiệu Tước, Thẩm Oánh... Không chỉ tân nhạc, phòng trà này còn trình diễn cả các nhạc phẩm cổ điển. Sau Quán Nghệ sĩ, một số phòng trà khác cũng được mở: Thăng Long ở phố Hàng Bông, Tuyết Sơn ở phố Thợ Nhuộm, Thiên Thai ở phố Hàng Gai.
Trong hồi ký của mình, Phạm Duy viết:
| “ | Quán Nghệ sĩ ở đường Bờ Hồ, do tay violonist số một là Nguyễn Văn Giệp điều khiển. Có nam ca sĩ Mai Khanh thường tới hát bài Bên hồ liễu. Nữ ca sĩ Bùi Thị Thái, người vợ tương lai của ông Quản Liên, trưởng ban Quân nhạc Lính Khố Xanh thì chuyên hát bài Con chim lạc bạn. Thỉnh thoảng có Dương Thiệu Tước tới đánh guitare hawaienne và có Thẩm Oánh tới để làm xướng ngôn viên. Ở phố Hàng Bông, có phòng trà Thăng Long với các nhạc sĩ Đỗ Thế Phiệt, Nguyễn Khắc Cung, Lương Ngọc Châu, Vũ Anh Thường. Phòng trà này do ông Đinh Văn Tiệp, một thương gia thời đó làm chủ. Tại phố Hàng Bông Thợ Nhuộm, có phòng trà Tuyết Sơn với Vũ Thành thổi sáo. Trong đám nam ca sĩ lúc đó, tôi cho rằng Kim Tiêu là người hát hay nhất. Trong khi tôi còn vác bài Buồn tàn thu đi lưu diễn ở trong Nam thì ở Hà Nội, chính nhờ ở giọng hát của Kim Tiêu mà những bài Thiên Thai, Trương Chi của Văn Cao được nổi tiếng. Một thằng bạn của tôi tên là Đặng Trần Vận mở ra ở phố Hàng Gai một phòng trà lấy tên là Thiên Thai, cái tên được đặt ra như vậy là vì tất cả dân chúng lúc đó đang ở trong tầm ảnh hưởng của bài hát rất trữ tình của Văn Cao. | ” |

Tiếp đó, tại Huế cũng xuất hiện một số phòng trà, nổi tiếng hơn cả là Tam Tinh với giọng ca Ngọc Cẩm. Chiến tranh Việt-Pháp nổ ra, các phòng trà ca nhạc đều đóng cửa.

## Miền Nam 1954-1975
Năm 1954, nhiều nhạc sĩ, ca sĩ miền Bắc tới Sài Gòn định cư. Nền tân nhạc ở miền Nam thời kỳ này đa dạng với nhiều dòng nhạc dành cho nhiều tầng lớp khán giả. Thị trường âm nhạc sôi động cùng những ca sĩ nổi tiếng giúp các phòng trà bước vào thời kỳ hoàng kim. Tới phòng trà nghe nhạc là một nét văn hóa của Sài Gòn khi đó. Những phòng trà được mở ra khắp nơi. Có thể kể tới một số như Văn Cảnh trên đường Calmete, Đức Quỳnh đướng Cao Thắng, Anh Vũ đường Bùi Viện... Đến khi tổng thống Ngô Đình Diệm cấm khiêu vũ thì một số vũ trường cũng biến thành phòng trà như Tự Do, Baccara... Thời kỳ đó, Sài Gòn có 5 phòng trà nổi danh nhất là Queen Bee, Tự Do, Ritz, Maxim's, Đêm Màu Hồng với các ban nhạc tên tuổi và các giọng ca ngôi sao.
Phòng trà Đêm Màu Hồng với ban Thang Long, ban nhạc gia đình gồm Thái Thanh, Hoài Bắc (tức Phạm Đình Chương), Hoài Trung, Thái Hằng. Tên phòng trà cũng được đặt theo tên một ca khúc của Phạm Đình Chương. Queen Bee, Tự Do, Maxim's nổi tiếng với các giọng ca của Khánh Ly, Lệ Thu. Ritz có ban nhạc The Dreams với ca sĩ Julie Quang, ông chủ phòng trà Jo Marcel cũng là một ca sĩ. Về sau Khánh Ly cũng mở một phòng trà mang tên mình.
Một loại phòng trà ca nhạc khác nữa là phòng trà sinh viên. Trong khi các phòng trà nổi tiếng là nơi dành các khán giả cao cấp thì phòng trà sinh viên do sinh viên mở ra và để dành cho chính họ. Trong số đó có Quán Văn với Khánh Ly và Trịnh Công Sơn thời kỳ đầu sự nghiệp.
Những nhạc công biểu diễn ở phòng trà cũng có các nhạc sĩ nổi tiếng, như Nguyễn Ánh 9 thường đệm dương cầm cho các ca sĩ Khánh Ly, Thái Thanh. Cũng có một vài giọng ca hàng đầu của Sài Gòn khi đó như Duy Trác, Sĩ Phú hầu như không xuất hiện ở phòng trà. Ngoài Sài Gòn, còn có những phòng trà ở Đà Lạt và một số thành phố khác.
Sau sự kiện 30 tháng 4 năm 1975, các phòng trà của Sài Gòn đều đóng cửa.

## Sau 1975
Sau một thời gian gián đoạn, tại Thành phố Hồ Chí Minh, một số phòng trà được mở cửa trở lại. Thời gian đầu, các phòng trà vẫn mang tính chất sang trọng, giá đồ uống cao và trình diễn những bản nhạc giá trị. Trong số đó nổi danh hơn cả là M&Tôi và Tiếng Tơ Đồng.
Khoảng cuối thập niên 1990, đầu thập niên 2000, thị hiếu âm nhạc trở nên đa dạng, các phòng trà cũng thay đổi theo. Để đáp ứng những khán giả thanh niên, các phòng trà mời các ca sĩ trẻ với những ca khúc đang thịnh hành. Những hiện tượng như hát nhép môi cũng làm chất lượng âm nhạc các phòng trà giảm xuống. Tiếng Tơ Đồng còn tổ chức các đêm Người đẹp hát, Diễn viên hát... M&Tôi có chương trình Vui, trẻ khỏe và thứ hai mỗi tuần. Sự xuất hiện những sân khấu ca nhạc bình dân cũng làm các phòng trà vắng bớt khách.
Một số khác cố gắng duy trì phong cách và giữ một tầng lớp khán giả cho riêng mình như ATB của ca sĩ Ánh Tuyết, 2B của ca sĩ Mỹ Hạnh với các nhạc phẩm tiền chiến, tình khúc, Carmen với nhạc Flamengo, Sax ’n’ art của Trần Mạnh Tuấn với nhạc jazz...
Khoảng 2005-2007, nhiều phòng trà nổi tiếng của Thành phố Hồ Chí Minh như M&Tôi, Tiếng Tơ Đồng, ATB, Đồng Dao đều đóng cửa vì lý do mặt bằng. Để giải quyết vấn đề này, các phòng trà phải chuyển ra xa trung tâm hơn để mở cửa trở lại.
Tại Hà Nội, số lượng phòng trà ít hơn và do thị hiếu của khán giả, các phòng trà ở đây cũng mang phong cách khác với Thành phố Hồ Chí Minh. Năm 1995, đáp ứng nhu cầu một số khán giả yêu thích nhạc đỏ, ca sĩ Thanh Hoa mở phòng trà Aladin tại ngõ Hàng Bột. Cuối năm 2004, Thanh Hoa khai trương phòng trà ca nhạc Aladin 2 tại khách sạn Thắng Lợi. Ngoài một số ca sĩ của dòng nhạc đỏ như Trọng Tấn, Đăng Dương, Việt Hoàn... những ca sĩ nhạc trẻ như Khánh Linh, Tùng Dương cũng biểu diễn ở đây.
Một phòng trà đặc biệt khác là Lý club trên phố Lý Thường Kiệt. Đây là một phòng trà nhỏ, sang trọng, chủ yếu dành cho nhạc dân gian truyền thống của miền Bắc như chèo, tuồng, ca trù, chầu văn, xẩm, quan họ với nhiều khách du lịch. Ngoài ra các vũ trường như New Century, Hồ Gươm Xanh cũng có các ca sĩ ban nhạc biểu diễn.
Ngoài Hà Nội và Thành phố Hồ Chí Minh, một số thành phố khác cũng có các phòng trà ca nhạc như violon- Mục Đồng (41 Hùng Vương) với phong cách nhạc trữ tình và vẫn giữ được phong cách xưa,... ở Huế, Cung Tơ Chiều ở Đà Lạt.